# Free to Run
Pour plus de détails, voir Fiche technique et Distribution.
Free to Run est un documentaire franco-belgo-suisse réalisé par Pierre Morath et sorti en 2016.

## Synopsis
Un documentaire sur la course à pied, sa démocratisation au XXe siècle et la lutte des femmes pour s'y faire accepter. Au delà de la pratique sportive, il diffuse un message politique et sociologique sur cette discipline. Constitué d'archives parfois inédites ainsi que d'interviews actuelles de sportifs il aborde :
- la lutte des femmes pour être acceptées dans la discipline.
- la création et le développement du marathon de New York et de son fondateur Fred Lebow.
- l'engagement de Steve Prefontaine, grand champion américain, pour autoriser les coureurs sans licence à gagner de l'argent à travers leurs courses.
- l'histoire du journal sportif suisse Spiridon.

## Fiche technique
- Titre original : Free to Run
- Réalisation : Pierre Morath
- Photographie : Thomas Queille
- Montage : Thomas Queille
- Musique : Kevin Queille
- Production : Marie Besson, Fabrice Esteve et Jean-Marc Froehle
- Sociétés de production : Point Prod et Eklektik Productions
- Pays d'origine :  Suisse,  Belgique,  France
- Langues originales : français et anglais
- Genre : documentaire
- Durée : 90 minutes
- Format : couleur / noir et blanc (archives)
- Dates de sortie :
  - Suisse : 24 février 2016 (Suisse romande)
  - France : 15 mars 2016 (Festival de Valenciennes) ; 13 avril 2016 (sortie nationale)

## Distribution
- Philippe Torreton : narrateur (voix)

Apparaissent dans leur propre rôle, parfois dans des archives :
- Martine Segalen
- Kathrine Switzer
- Kenny Moore (en)
- Noël Tamini
- Fred Lebow (archives seulement)
- Steve Prefontaine (archives seulement)